# Свети Георги (ротонда в София)
Вижте пояснителната страница за други значения на Свети Георги.
„Свети Георги“ е православен храм, построен в късната античност в архитектурната форма на ротонда, в българската столица София. Намира се във вътрешния двор между сградите на хотел Балкан и Президентството на ниво с няколко метра по-ниско от съвременните софийски улици. Смятана за най-старата запазена сграда в града, тя е построена в началото на IV век, не по-късно от времето, когато София е била резиденция на императорите Галерий и Константин Велики. В храма се извършва ежедневно православно богослужение на древния литургически език на православните славяни – старобългарски, като песнопенията се изпълняват в характерното за древната православна църква – източно църковно пеене, известно като българско и византийско.

## История и функции
Църквата е част от по-голям археологически комплекс. Зад апсидата се намират част от някогашна римска улица със запазена канализация, основите на една голяма трикорабна базилика, вероятно обществена сграда и на по-малки сгради. Едната от сградите има римска отоплителна система „хипокауст“. Плочките, повдигащи пода могат да се видят и днес. Специалистите я определят като една от най-красивите постройки в т.нар. „Константинов квартал“ на Сердика-Средец, където е бил дворецът на император Константин Велики.
Първоначалното предназначение на сградата е предмет на различни хипотези и не е напълно изяснено. Богдан Филов предполага, че тя първоначално е баня, смятайки инсталациите под пода за хипокауст, но по-късно е установено, че те са с вентилационно предназначение. Основните съвременни хипотези са, че сградата е строена като мавзолей или мартирий или като церемониална зала. Тя е превърната в църква през VI век.
По-късно тук са се съхранявали светите мощи на небесния покровител на България – свети Иван Рилски и според преданието са излекували византийския император Мануил I Комнин. Мощите са заграбени от унгарците в 1183 г., по времето на крал Бела III, когато съюзените войски на сърби и маджари нахлуват в Средец, разрушават и разграбват града. След кратко пребиваване в столицата Естергом, където католическият епископ онемял, след като се отнесъл непристойно с тях, те са върнати в България през 1187 г. Мощите на светеца са почивали тук още веднъж, когато са били тържествено пренасяни от Търновград към Рилския манастир в 1469 г. Първоначално тук е погребан и сръбският крал-светец Стефан Милутин, чиито мощи по-късно са пренесени в църквата Свети Крал (днешната катедрала „Света Неделя“).
Външно от северната страна на главната апсида е светият гроб на Св. мчк Георги Софийски Най-нови. В столицата има два храма, които с особена почит отбелязват деня на софийския мъченик 26 май. Единият е посветеният нему параклис в двора на Александровска болница, построен на мястото, където мъченически е убит от поробителя св. Георги Най-нови, и другият е ротондата „Св. Георги“, където е погребан Христовият страдалец за българската вяра. В навечерието на празника 25 май, от 2016 г. по инициатива на духовници и лекари и с благословението на Негово Светейшество Неофит, митрополит Софийски и патриарх Български, след 70 години прекъсване от 1946 г. при атеистичния комунистически режим е възстановено и се провежда литийно шествие в памет на светия мъченик софийски и български. То започва след като е дадено начало на вечерното богослужение в параклиса в Александровска болница и продължава по централните софийски улици, преминавайки през бул. „Пенчо Славейков“, бул. „Витоша“, пл. „Св. Неделя“, ул. „Съборна“, достигайки до ротондата „Св. Георги“, където почиват мощите на светеца.
През османското владичество в 16 век църквата е преустроена на джамия. В средата на 19 век заедно със Света София и строената за джамия сграда на днешния Археологически музей е изоставена от мюсюлманите. Не след дълго българите-християни отново ѝ връщат старото предназначение на православен храм.
Въпреки неголемите си размери този паметник е подобен на ротондата „Свети Георги“ в Солун. Носещ духа на раннохристиянската епоха и българското средновековие храмът-ротонда има внушително въздействие и е обект на задълбочени изследвания и оправдан интерес не само в православната и католическа църковна общност и сред видни деятели в световните научни и културни среди, но и привлича множество обикновени поклонници и туристи. Тук в извънредни случаи се провеждат тържествени военни церемонии и се изнасят концерти с православна и класическа музика.
Като действащ храм се споменава от Владислав Граматик в разказа му за пренасянето на мощите на св. Йоан Рилски от Търново в Рилския манастир през лятото на 1469 г. В него те са изложени на поклонение в продължение на шест дни. По това време църквата е и митрополитска катедрала, в която се намират мощите и на свети крал Стефан Милутин. В житието на свети Пимен Зографски (XVI в.) също се споменава за църквата, в нея светецът учи иконопис шест години. След това при султан Селим I ротондата е превърната в джамия, наречена Гюл-джамаси. Стенописите били заличени с бяла мазилка и заменени с растителни мотиви.
След Освобождението на България от османско владичество тя е изоставена и занемарена. Едва при смъртта на Александър Батенберг е пригодена за временен мавзолей, в който били поставени тленните му останки, докато бъдат пренесени в специално построения за него мавзолей през 1898 г. През 1915 г. ротондата е изчистена от всичко, прибавено в нея при превръщането ѝ в джамия. Съборено е минарето, вътрешната мазилка е премахната и се открива средновековната живопис, състояща се от три пласта.

## Архитектура
Ротондата е по римски внушителна, но съобразена с мащаба на града и е част от голям античен имперски комплекс сгради от 3 век усъвършенстван и в началото на 4 век при Константин Велики, устройвана е и в 6 век при император Юстиниян Велики. Построена е от червени печени тухли, с усложнен симетричен план с 6 зали. В ротондата се влизало през два вестибюла – първия овален (изчезнал, днес върху него е хотела) и втория кръстовиден (запазени са стените му). Четири едри пиластъра, изградени в четирите ъгъла на вътрешното почти квадратно пространство, доказват кръстовидното му полуцилиндрично сводесто покритие. Вторият вестибюл води към трително преддверие, двата му странични дяла – към фланкиращи главното кубично тяло правоъгълни помещения с апсиди (свързани с главната зала със засводени входове, покривните сводовете на които не са оцелели) и централния – към самата ротонда, която представлява централно-куполен градеж с кръгъл план върху квадратна основа с 4 полукръгли ниши в ъглите и квадратна екседра на изток към античната улица. Куполът стъпва върху барабан пробит от осем цилиндрични прозореца и се издига на 13,70 м от пода. Широка е 9,50 м в диаметър.
В общата архитектурна композиция на целия ансамбъл, ротондата е най-високата и най-внушителна монументална доминанта. Вътрешното пространство е реализирано с простота и едрина на формите и обемите. Квадратното олтарно помещение, четирите симетрично разположени ниши, главният вход на западната стена и няколко издължени прозореца усилват впечатлението на пространствена едрина.
Полукръглите ниши са оформени диагонално симетрично. Източните ниши са по-големи от западните, но последните са по-високи. Формата на източните ниши надвишава полукръга и е подковообразна. В тях са вградени по един полукръгъл малък басейн с радиус 1,40 м. Дъното на басейна е с 50 см по-ниско от пода, а горната му част е 50 см издигната над пода. Подът на ротондата е бил изграден върху стълбчета образуващи т.н. хипокауст. Хипокаустната система се състои от четвъртити стълбчета, изградени от почти квадратни тухли (20 на 30 см големи) на дълбочина 1,35 м под подовата основа, стъпили направо върху земята на разстояние от 50 см до 1 м, отгоре били свързани и образували успоредни аркади. Хипокаустът е и вентилационна система построена поради силната подпочвена влага.
Куполът на ротондата е разрушаван два пъти. Възможни причини за това са: земетресения предвид високата сеизмичност на района на София, ерозия в годините и от климата или варварските нашествия на вестготи в края на IV в. и хуни през V в., от които градът и архитектурният ансамбъл силно пострадали, но не и при включването на Сердика в българската държава в 809 г., когато след кратка обсада ключовете на града са предадени на кан Крум доброволно от първенците му без той да е щурмуван от българския владетел.
Пространствената композиция на Ротондата въздейства силно монументално по римски, особено интериорът ѝ, макар с липсващи днес мраморни облицовки. Внушението е подобно на това в римо-византийския храм Сан Витале в Равена, въпреки по-малките, добре съобразени с мащаба на Сердика, размери на софийския паметник.

## Стенописи
Запазени са във фрагменти 5 слоя стенописи: първият – от VІ век римско-византийски с растителни мотиви, запазен е малък фрагмент в северозападната ниша; вторият – български с ангели от края на ІХ или началото на Х век, състоящ се от два фриза – горен и долен. В северната част на горния фриз са се съхранили фрагменти от фигури на шест летящи ангела, както и главата на един ангел. В долния фриз пространството между осемте прозореца били изобразени шестнадесет пророци. От тях са се съхранили само фрагменти от фигурите на трима пророци и ореола на четвъртия. Третият слой стенописи е византийски от края на ХІ и началото на ХІІ век с изображенията на няколко светци, широк фриз с фигурите на шестнадесет пророци под купола и фрески изобразяващи Възнесението, Успение Богородично и др. Той има смесен състав, в него влизат останки от първия фриз от Х век (фигурите на тримата пророци на северната стена и ореола на четвъртия). Другите дванадесет пророци се отнасят към времето на византийското изписване на ротондата, явно в ХІІ век стените на Ротондата били наново замазани и покрити със стенописи. Но преди ХІV век под овала на купола, фресковата мазилка в съседство с местата на повредата явно пострадала и по-късно започнала да се отлепва, разкривайки първоначалните изображения на тримата пророци. Върху останалата повърхност под прозорците в пространството над нишите и в горните части на нишите са разположени евангелски сцени и изображения на четиримата евангелисти. Зографията демонстрира качества на монументалната източнохристиянска живопис, но не от толкова висок като предходния вид от по-късен византийски произход. В него преобладава статичност, фигурите са със сурови аскетични лица представени в застинали фронтални пози. Четвъртият слой е български от ХІV век направен след възстановяването на купола, той се състои от две части: централния образ на Христос Вседържител в зенита, обкръжен от четири летящи ангела и четиримата евангелисти, и разположения под тях фриз от двадесет и двама пророци в купола до линията на осемте прозореца в барабана и ктиторския портрет на епископ северно от входа. Този слой е изпълнен в монументалната традиция на старата живопис и при това от големи майстори. Размерът на изображенията във височина в този слой е значителен, почти един метър, омалени в сравнение с изображенията от първия и втория слой фрески, които достигат приблизително три метра. Но в замяна, фреските от третия слой са разчленени със силни движения, наситени с отзвука на трагическите за българския народ събития от това време. Петият слой е от края на ХVІ век, орнаментален, от времето на османското владичество, когато старата християнска църква е обърната на джамия с орнаменти в керемидено червен цвят, запазени на западната стена над прозореца.
Надписите на първия български и на византийския слой са на каноничния и в Българската патриаршия гръцки, а на втория български слой са на кирилица, този на купола, който съобщава за патриаршеско посещение и епископ с неустановено име ктитор на зографията според свидетелството на църквата е изписан по волята на цар Иван Шишман , самодържец от династия която силно държи на София видно Витошката му златопечатна грамота и упоритата отбрана на града от турците в която начело на българските войски загиват двамата му братя Иван Асен IV и Михаил IV Асен.
Слоевете на средновековната живопис са разположени по следния начин: най-високо горе е вторият български слой, под него е първият български слой, а под този слой е византийският, който и частично го покрива на някои места, а на други е паднал и го открива. По-надолу ниската част няма стенописи, затова предполагат, че е била облицована с мрамор.
Във връзка с изобразените над входовете на страничните фланкиращи ротондата помещения новозаветни сцени, изследователите определят, че северното е като параклис, посветен на Страданията Христови, а южното – на Успението на Божията Майка.
Изключителен сред всички стенописи е този, изписан в 10 век най-вероятно по времето на цар Симеон I Велики, цар Петър I или на цар Самуил. Запазен в горната част на нишите и над тях. Представя празниците Благовещение, Кръщение Христово, Сретение, изображения на четиримата евангелисти и на петима светци (на западната част на входа), между които се различава образът на свети Антоний Велики. От този период е и хороводът от ангели – шест или осем фигури, движещи се на изток от ляво и дясно, запазени са само части от техните двуметрови фигури и част от главите. Уникален е одухотвореният и монументален, но човешки образ на глава на ангел, изписан под купола, като той е може би, ако не единствената, то най-въздействащата творба, която ни дава представа за високото майсторство на българската художествена школа от златния век на Първата българска държава. Някои специалисти не без основание считат, че той надминава образците на много по-късните Боянска църква и Италиански проторенесанс.

## Проучване и реставрация
Първите проучвания в ротондата „Свети Георги“ са направени от проф. Богдан Филов през 1915 г., 1921 г. и 1932 г., който публикува и нарочно изследване за черквата през 1933 г. В края на 1980-те години е завършена цялостната реставрация и консервация на църквата и тя добива днешния си максимално близък до късноантичния и средновековен първообраз вид.

## Други
Други паметници на раннохристиянската и ранновизантийска архитектура в България:
- Беловската базилика гр. Белово (V – VI век)
- Еленската базилика „Свети Илия“ гр. Пирдоп (IV век)
- Червената църква гр. Перущица (V – VI век)
- Света София гр. София (IV век)
- Света София гр. Несебър (V – VI век)